# Kansas (band)

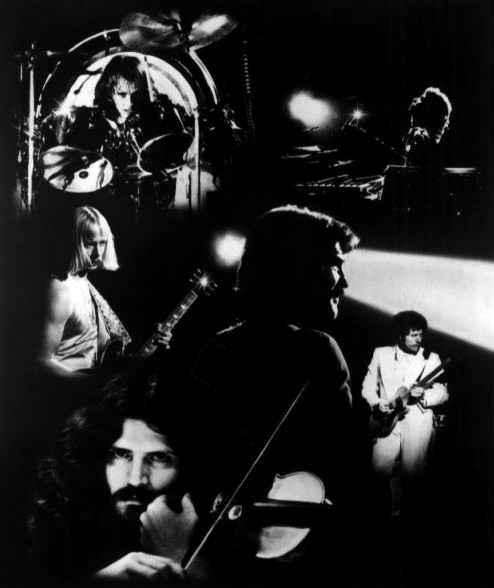
Kansas in 1976

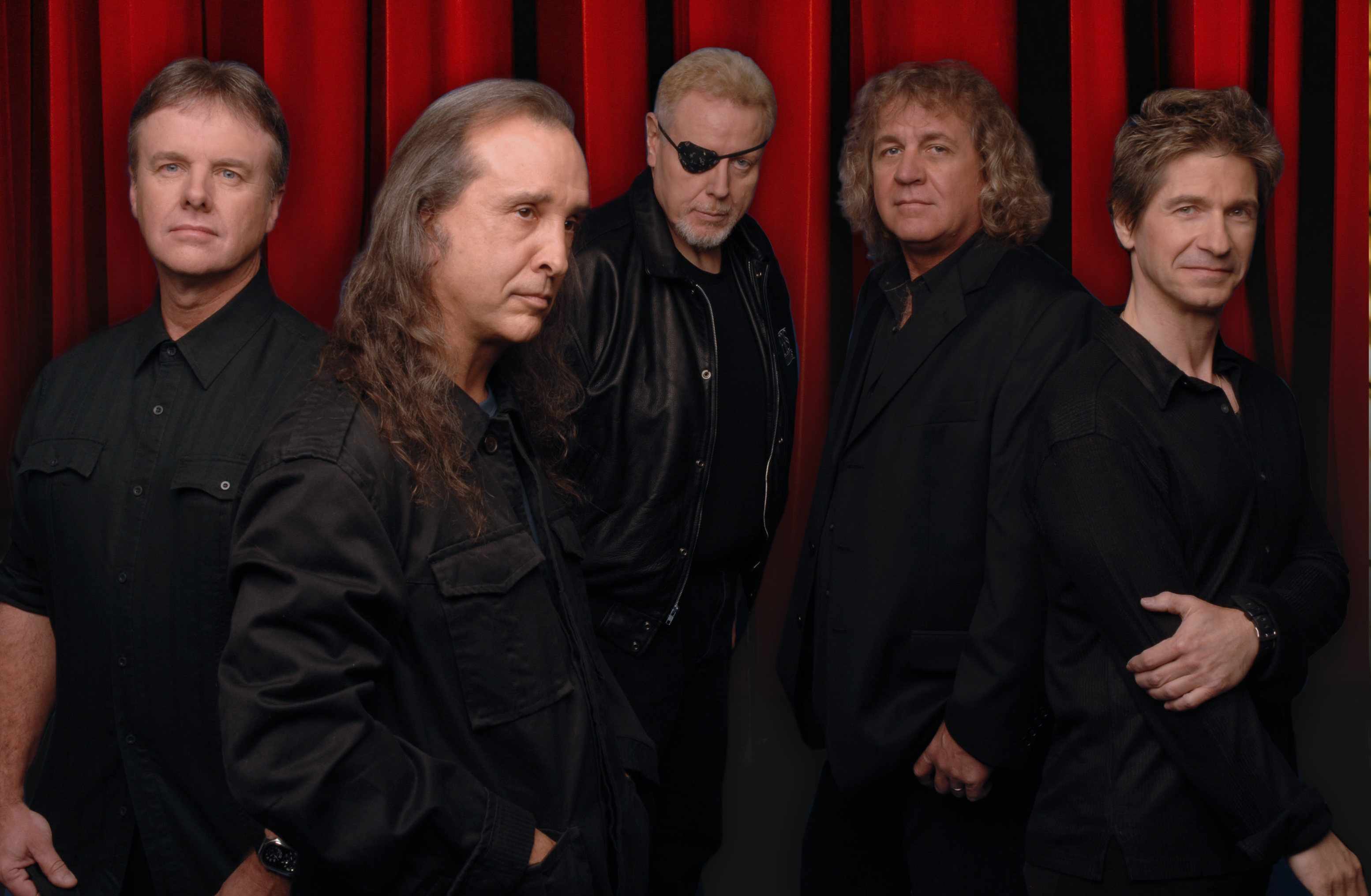
Kansas (2008)

Kansas is een Amerikaanse rockgroep. De muziek van de band kenmerkt zich door een combinatie van typisch Amerikaanse hardrock, AOR en symfonische rock.

## De beginjaren
Kansas is opgericht in 1970. De klassieke bezetting werd gevormd door Kerry Livgren (gitaar), Steve Walsh (zang, toetsen), Dave Hope (bas), Phil Ehart (drums), Robby Steinhardt (elektrische viool, zang) en Richard Williams (gitaar). In deze bezetting bleef de band tot 1980 bij elkaar. De grootste successen in deze periode waren de albums Leftoverture (uit 1976), met de hit Carry on Wayward Son en Point of Know Return (uit 1977), met daarop de hit Dust in the Wind. Hoewel de band hierna nog enkele jaren, vooral in Amerika, zeer succesvol was begon Kansas vanaf 1980 scheuren te vertonen. Tekstschrijver Livgren droeg zijn christelijke geloof in toenemende mate uit in zijn teksten, reden voor zanger Steve Walsh om de band te verlaten. Hij richtte de band Streets op en bracht hiermee twee albums uit. Walsh werd vervangen door John Elefante, net als Livgren een belijdend christen. Na het album "Vinyl Confessions" vertrok Robby Steinhardt en vervolgens werd nog het album "Drastic Measures" opgenomen, waarna Kansas in 1984 werd ontbonden.

## De heroprichting
In 1986 werd de band heropgericht door Walsh, Ehart en Williams en aangevuld met gitarist Steve Morse en bassist Billy Greer. Deze bezetting nam twee albums op, Power (uit 1986) en In the Spirit of Things (uit 1988). In 1992 kwam vervolgens de live-registratie "Live At The Whisky" uit, waarbij ondertussen gitarist Steve Morse (die naar Deep Purple was vertrokken) was vervangen door violist/gitarist David Ragsdale en de band was tevens aangevuld met een extra toetsenist: Greg Robert. Deze bezetting toerde veelvuldig en nam vervolgens het zeer ambachtelijke "Freaks Of Nature" op in 1995. In 1998 kwam violist Robby Steinhardt weer terug bij de band en vertrokken David Ragsdale en Greg Robert. Er werd een album opgenomen met het London Symphony Orchestra genaamd "Always Never The Same". Dit album bevatte naast een aantal bekende nummers in een nieuw jasje ook een aantal nieuwe nummers. In 2000 verscheen Somewhere to Elsewhere, een album waarop voor het eerst weer Kerry Livgren van de partij was en ook alle nummers geschreven zijn door hem. Het bleef echter alleen bij een studio-samenwerking. In 2002 werd er een dvd gemaakt, genaamd Device Voice Drum. In 2006 verliet Robby opnieuw de band om te worden vervangen door David Ragsdale die in de jaren 90 ook de vioolpartijen deed. In 2016 verscheen een nieuw studio-album, The Prelude Implicit, waarop zanger en keyboardspeler Steve Walsh in beide rollen vervangen werd door Ronnie Platt, en ook keyboardspeler David Manion en gitarist Zak Rizvi tot de groep toetraden. 
Op 17 juli 2021 overleed Robby Steinhardt, 71 jaar oud, in Tampa (Florida).

## Kansas in Europa
Kansas kwam acht keer in Europa om concerten te geven, in 1978, 1981, 1989, 1991, 2001, 2005, 2008, 2011 en 2014. Het allereerste optreden van Kansas in Nederland was op 7 maart 1978 (Point Of Know Return - Tour) in het Congresgebouw in Den Haag met Cheap Trick als voorprogramma.

## Discografie

### Albums
- 1974 Kansas
- 1975 Song for America
- 1975 Masque
- 1976 Leftoverture
- 1977 Point of know return
- 1978 Two for the show
- 1979 Monolith
- 1980 Audio-visions
- 1982 Vinyl confessions
- 1983 Drastic measures
- 1986 Power
- 1988 In the spirit of things
- 1989 King Biscuit Flower Hour Presents Kansas
- 1992 Live at the Whisky
- 1995 Freaks of nature
- 1998 Always never the same
- 2000 Somewhere to elsewhere
- 2002 Device-voice-drum
- 2003 From The Front Row...
- 2004 Sail On
- 2006 Works In Progress
- 2009 There's know place like home
- 2016 The prelude implicit
- 2017 Leftoverture live and beyond
- 2020 The absence of presence
- 2021 Point of know return live & beyond

### NPO Radio 2 Top 2000
| Nummers met noteringen in de NPO Radio 2 Top 2000 | '99 | '00 | '01 | '02 | '03 | '04 | '05 | '06 | '07 | '08 | '09 | '10 | '11 | '12 | '13  | '14 | '15 | '16 | '17 | '18 | '19  | '20  | '21  | '22  | '23  | '24  |
| ------------------------------------------------- | --- | --- | --- | --- | --- | --- | --- | --- | --- | --- | --- | --- | --- | --- | ---- | --- | --- | --- | --- | --- | ---- | ---- | ---- | ---- | ---- | ---- |
| Carry On Wayward Son                              | -   | -   | -   | -   | -   | -   | -   | -   | -   | -   | -   | -   | -   | -   | 1817 | 817 | 643 | 835 | 777 | 965 | 1079 | 1128 | 1111 | 1101 | 1182 | 1136 |
| Dust in the Wind                                  | 95  | 183 | 338 | 161 | 127 | 227 | 210 | 221 | 254 | 197 | 311 | 375 | 330 | 250 | 219  | 224 | 213 | 235 | 214 | 263 | 275  | 260  | 270  | 245  | 290  | 260  |

1. ↑  Een '-' betekent dat het nummer niet was genoteerd en een vetgedrukt getal geeft de hoogste notering van een nummer aan.

- Bibsys: 8021646
- Biblioteca Nacional de España: XX123945
- Bibliothèque nationale de France: cb13934270f (data)
- Gemeinsame Normdatei: 5560660-X
- International Standard Name Identifier: 0000 0001 2375 0910
- Library of Congress Control Number: n92044654
- MusicBrainz: 69689acf-d9cd-4d20-a972-47db4ed51b1a
- Nationale Bibliotheek van Tsjechië: xx0116364
- Virtual International Authority File: 264201465